# Androszewski

herb Androszewski

Androszewski – polski herb szlachecki, odmiana herbu Abdank.

## Opis herbu
Opis zgodnie z klasycznymi regułami blazonowania:
W polu czerwonym na łękawicy srebrnej zaćwieczone takież pół strzały podwójnie przekrzyżowanej. Klejnot: Trzy pióra strusie. Labry: Czerwone, podbite srebrem.

## Herbowni
Androszewski.